# بازی‌های مدیترانه ۲۰۰۱
بازی‌های مدیترانه ۲۰۰۱ (انگلیسی: 2001 Mediterranean Games) چهاردهمین دوره مسابقات بازی‌های مدیترانه است که از ۲ تا ۱۵ سپتامبر ۲۰۰۱ در شهر تونس، تونس برگزار شده است. این بازی‌ها با حضور ۲٬۹۹۱ ورزشکار از ۲۳ کشور انجام شده است.
برگزارکنندگان بازی‌ها تصمیم گرفتند که مراسم اختتامیه را به دلیل حملات ۱۱ سپتامبر برگزار نکنند.

## ورزش‌ها
- دو و میدانی  (جزئیات)
- بسکتبال  (جزئیات)
- بوکس  (جزئیات)
- بولز  (جزئیات)
- دوچرخه‌سواری  (جزئیات)
- شمشیربازی  (جزئیات)
- فوتبال  (جزئیات)
- گلف  (جزئیات)
- ژیمناستیک  (جزئیات)
- هندبال  (جزئیات)
- جودو  (جزئیات)
- کاراته  (جزئیات)
- روئینگ  (جزئیات)
- قایقرانی بادبانی  (جزئیات)
- تیراندازی  (جزئیات)
- شنا  (جزئیات)
- تنیس  (جزئیات)
- تنیس روی میز  (جزئیات)
- والیبال  (جزئیات)
- واترپلو  (جزئیات)
- وزنه‌برداری  (جزئیات)
- کشتی  (جزئیات)

## کشورهای شرکت‌کننده
- آلبانی (42)
- الجزایر (155)
- آندورا (9)
- بوسنی و هرزگوین (26)
- کرواسی (134)
- قبرس (66)
- مصر (69)
- فرانسه (303)
- یونان (338)
- ایتالیا (329)
- اردن (20)
- لبنان (59)
- لیبی (33)
- مالت (16)
- موناکو (7)
- مراکش (117)
- سان مارینو (51)
- اسلوونی (133)
- اسپانیا (301)
- سوریه (76)
- تونس (303)
- ترکیه (261)
- یوگسلاوی (143)

## جدول مدال‌ها
| رتبه  | کشور            | 1   | 2   | 3   | مجموع |
| ----- | --------------- | --- | --- | --- | ----- |
| ۱     | فرانسه          | ۴۰  | ۳۲  | ۵۰  | ۱۲۲   |
| ۲     | ایتالیا         | ۳۸  | ۵۹  | ۳۹  | ۱۳۶   |
| ۳     | ترکیه           | ۳۳  | ۱۶  | ۱۲  | ۶۱    |
| ۴     | اسپانیا         | ۳۱  | ۲۶  | ۴۱  | ۹۸    |
| ۵     | یونان           | ۲۸  | ۳۳  | ۲۶  | ۸۷    |
| ۶     | تونس            | ۱۹  | ۱۲  | ۲۵  | ۵۶    |
| ۷     | الجزایر         | ۱۰  | ۱۰  | ۱۲  | ۳۲    |
| ۸     | مصر             | ۷   | ۱۳  | ۱۷  | ۳۷    |
| ۹     | کرواسی          | ۶   | ۶   | ۶   | ۱۸    |
| ۱۰    | مراکش           | ۶   | ۴   | ۵   | ۱۵    |
| ۱۱    | اسلوونی         | ۵   | ۵   | ۱۰  | ۲۰    |
| ۱۲    | یوگسلاوی        | ۳   | ۵   | ۱۴  | ۲۲    |
| ۱۳    | قبرس            | ۱   | ۱   | ۳   | ۵     |
| ۱۴    | سوریه           | ۰   | ۵   | ۴   | ۹     |
| ۱۵    | لبنان           | ۰   | ۱   | ۱   | ۲     |
| ۱۶    | آلبانی          | ۰   | ۱   | ۰   | ۱     |
| ۱۷    | بوسنی و هرزگوین | ۰   | ۰   | ۳   | ۳     |
| ۱۸    | لیبی            | ۰   | ۰   | ۱   | ۱     |
| مجموع | مجموع           | ۲۲۷ | ۲۲۹ | ۲۶۹ | ۷۲۵   |